# 麦糟
麦糟是麦子酿酒后剩下的残渣，为一种酒糟，又称麦渣、麦粕。小麦和大麦除了用于制曲外，均可以用来酿酒，两者皆可产生麦糟。麦糟与酒糟功用相同，可作为饲料、食品添加物。